# Stopplaats Willemsoord
Stopplaats Willemsoord (geografische afkorting Wo) is een voormalige halte aan de Staatslijn A. De stopplaats Willemsoord lag tussen het huidige station Wolvega en Steenwijk.
De stopplaats was geopend voor passagiers van 20 december 1894 tot 15 mei 1936.